# Schloss Neudegg
Das Schloss Neudegg, auch Schloss Meran genannt, ist ein kleines Barockschloss im Nonntal, einem Stadtteil von Salzburg.

## Geschichte

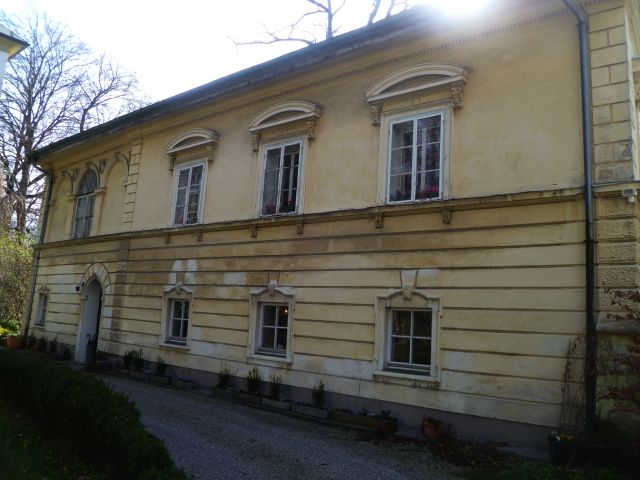
Schloss Neudegg: Seitentrakt

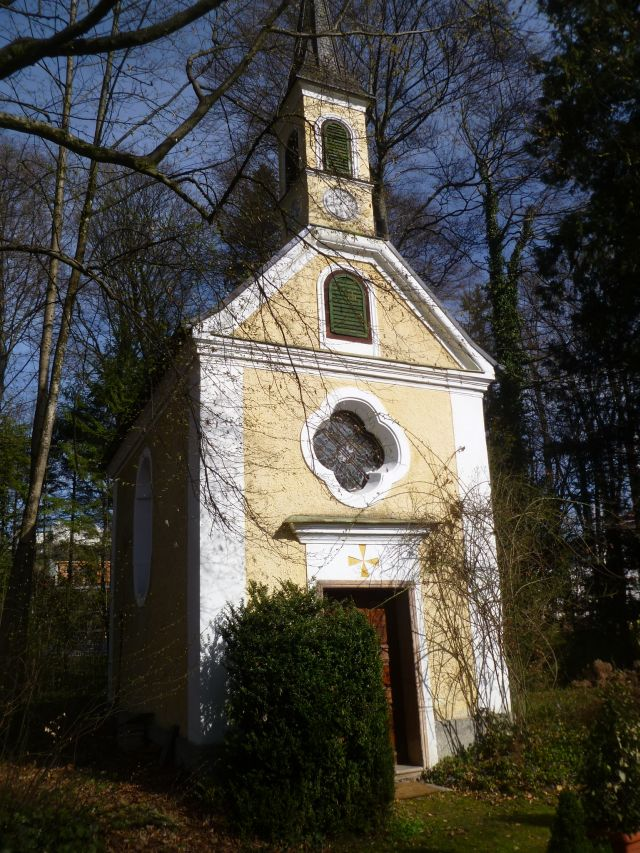
Schloss Neudegg: Kapelle

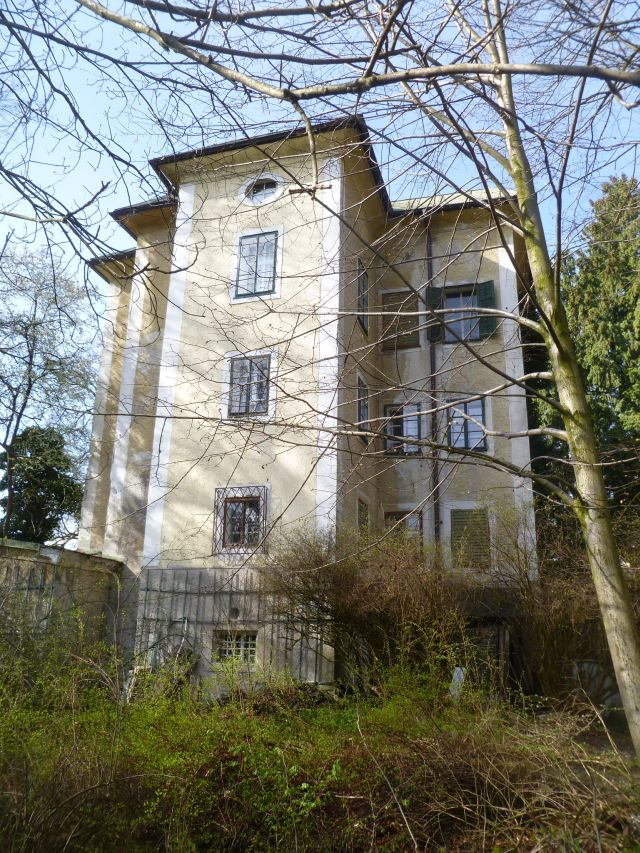
Schloss Neudegg: Rückseite

Schloss Neudegg erinnert an das alte Salzburger Geschlecht der Herren von Neudegg (1297 Leopold von Neudegg, 1388 Simon von Neudegg). Es gehörte zur nonnbergischen Grundherrschaft und wurde auf der ehemaligen Wäscherbleiche des Stiftes Nonnberg errichtet, wobei es bis 1848 eine jährliche Abgabe (Burgrechtspfennig, „Pachtschilling“) an das Stift Nonnberg leistete.
1460 wird der erste bekannte Besitzer Niklas Venediger urkundlich erwähnt, der an diesem Ort ein neues Schlösschen erbaute, das im Kern erhalten geblieben ist.
Im 16. Jahrhundert wurde es zu einem Ansitz mit vier Ecktürmchen umgebaut, die im 17. Jahrhundert Zwiebelhelme erhielten.
Das Nebengebäude gegenüber der Kapelle besitzt eine historisierende Fassade aus der Zeit um 1900.

## Schlosskapelle
1660 erfolgte der Bau der gut erhaltenen freistehenden Kapelle.
Das außen schlichte Bauwerk mit geradem Chorabschluss besitzt einen Altar (ebenfalls aus 1660), in dem sich auf Säulenpostamenten die Wappen des Stifterehepaares Christoph Freisauff und seiner Gattin Katharina finden. Auch das Altarbild des Heiligen Christophorus unter der engelumgebenen Mariendarstellung weist auf den Stifter hin.

## Das Schloss heute
Seit 1935 steht das Schloss im Eigentum der Familie Meran, einer Seitenlinie der Familie Habsburg-Lothringen, die Nachfahren Erzherzog Johanns sind. Das Schloss besteht aus einem Zentralbau (der sich in einem eher schlechten Zustand befindet), einer Kapelle und einem Meierhof. Es ist nicht öffentlich zugänglich, aber von der Straße her gut einsehbar.